# Afognak Island
Afognak Island ist eine 1812 km² große Insel im Pazifik vor der Südküste von Alaska (USA). Sie ist Teil des Kodiak-Archipels und liegt nördlich von Kodiak Island.
Als zweitgrößte Insel des Kodiak-Archipels liegt sie südlich der Schelichow-Straße, welche die Insel vom Festland trennt. Der höchste Punkt der Insel liegt bei 776 m. Auf ihr leben 169 Menschen (Stand 2000),
überwiegend Holzfäller, Fischer und eine kleine russische altorthodoxe Gemeinde. Die Insel ist 69 km lang und 37 km breit.
Die dicht bewaldete Insel ist die Heimat vieler Braunbären, Elche und Wapitis und war im 19. Jahrhundert ein Zentrum des russischen Pelzhandels. Viele Touristen kommen zum Fischen und Jagen nach Afognak.
Die Insel wurde 1980 durch den Alaska National Interest Lands Conservation Act dem Kodiak National Wildlife Refuge zugeordnet.

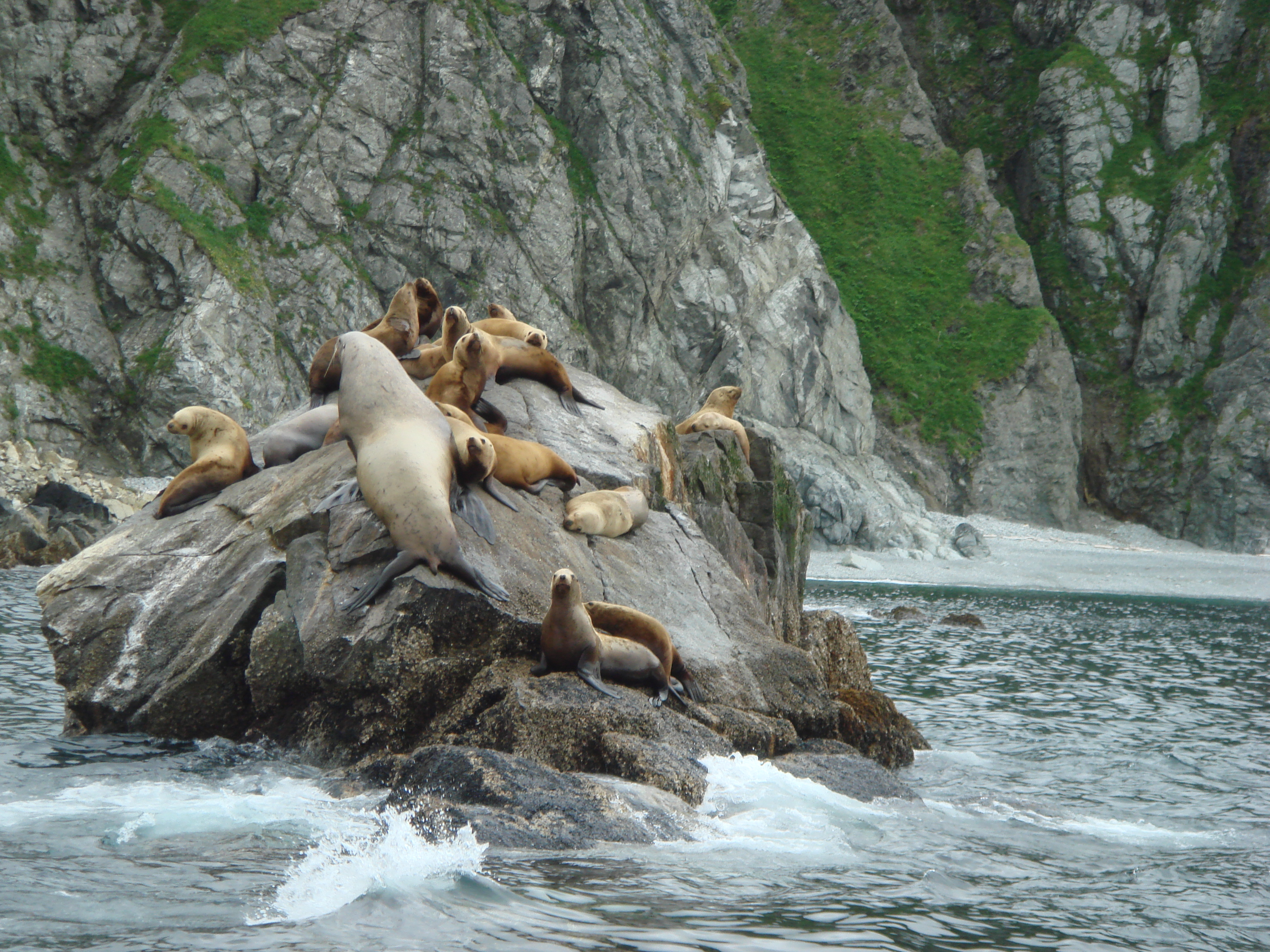
Seelöwen auf einem Felsen vor Afognak
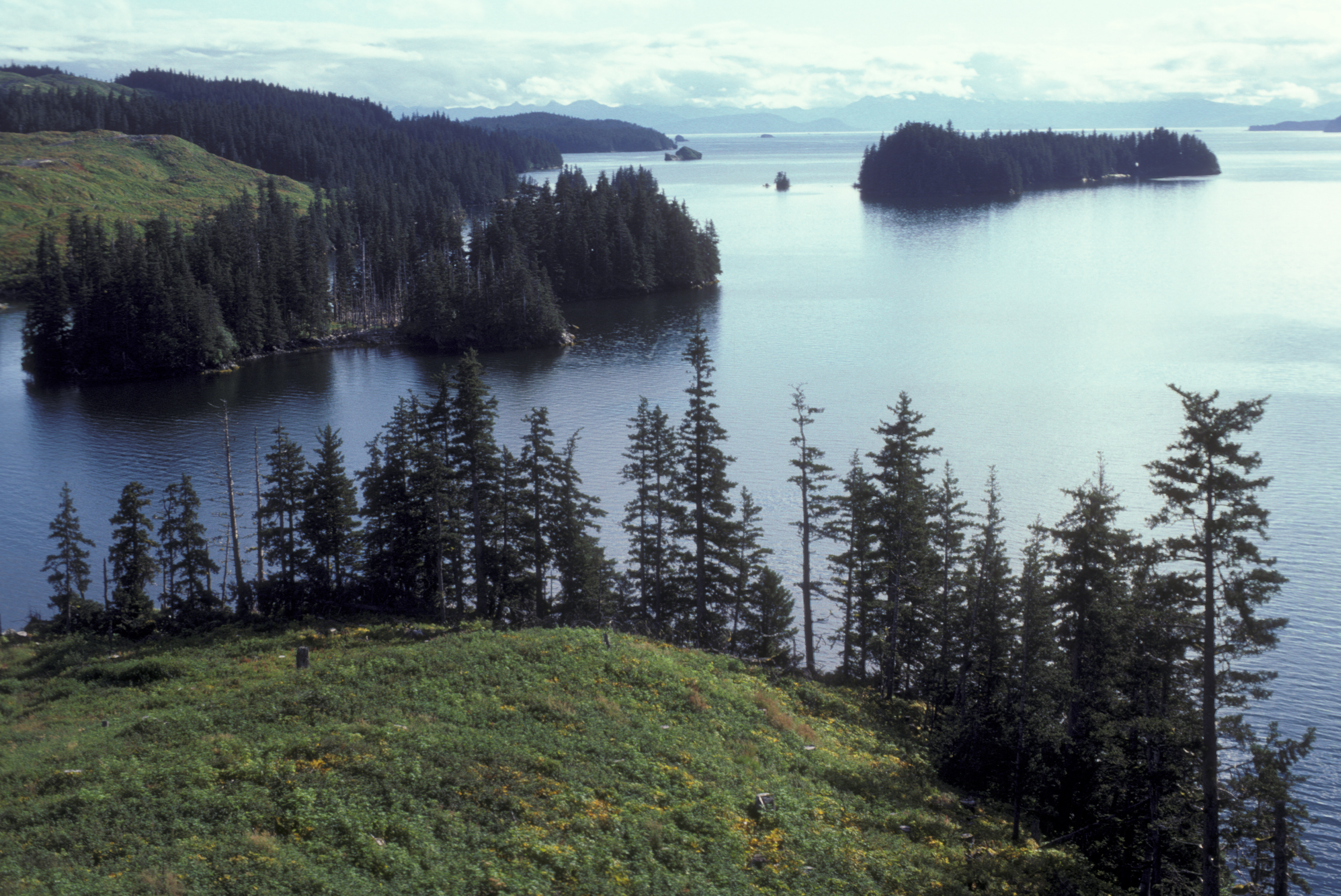
Kazakof Bay, eine Bucht auf Afognak Island